# Dirk Vekeman
Dirk Vekeman (Uccle, Bruselas, 25 de septiembre de 1960 - ibídem, 5 de mayo de 2013) fue un jugador de fútbol profesional belga que jugaba en la demarcación de portero.

## Biografía
Dirk Vekeman jugó, a la edad de once años, en el equipo junior del KFC Rhodienne-De Hoek y, posteriormente por el RSC Anderlecht a los catorce años, jugando en el equipo junior del equipo bruselense. Fue en 1978 cuando debutó profesionalmente con el primer equipo. Tras ocho años jugando en el club fue traspasado al Racing Jet Wavre durante una temporada. Tras acabar el año fue fichado por el Molenbeek, donde jugó de nuevo una temporada, siendo traspasado al Boom FC en 1989 y jugando en el club hasta 1995.
Falleció el 5 de mayo de 2013 en su ciudad natal a los 52 años de edad.

## Clubes
| Club             | País    | Año         |
| ---------------- | ------- | ----------- |
| RSC Anderlecht   | Bélgica | 1978 - 1987 |
| Racing Jet Wavre | Bélgica | 1987 - 1988 |
| Molenbeek        | Bélgica | 1988 - 1989 |
| Boom FC          | Bélgica | 1989 - 1995 |

## Palmarés
- 1982-1983 - Copa de la UEFA (RSC Anderlecht)
- 1984-1985 - Primera División de Bélgica (RSC Anderlecht)
- 1984-1985 - Supercopa de Bélgica (RSC Anderlecht)
- 1985-1986 - Primera División de Bélgica (RSC Anderlecht)
- 1986-1987 - Primera División de Bélgica (RSC Anderlecht)